# Gran Premio motociclistico di Francia 1962
Il Gran Premio motociclistico di Francia fu il secondo appuntamento del motomondiale 1962.
Si svolse il 13 maggio 1962 sul circuito di Clermont-Ferrand. Erano in programma tutte le classi tranne 350 e 500.
125 e 250 furono dominate dalle Honda di Kunimitsu Takahashi e Jim Redman. In 50, invece, Jan Huberts ottenne la seconda vittoria consecutiva per la Kreidler, e la prima per un centauro olandese nel Mondiale.
Nei sidecar vittoria per Max Deubel. Fritz Scheidegger stupì in prova presentandosi con un mezzo a telaio ribassato costruito da Rudi Kurth; il centauro elvetico preferì però correre la gara con un mezzo più tradizionale e affidabile.

## Classe 250

### Arrivati al traguardo
| Pos. | Pilota               | Moto        | Tempo        | Punti |
| ---- | -------------------- | ----------- | ------------ | ----- |
| 1    | Jim Redman           | Honda       | 1h 06' 51" 5 | 8     |
| 2    | Bob McIntyre         | Honda       | +0" 3        | 6     |
| 3    | Tom Phillis          | Honda       | +0" 5        | 4     |
| 4    | Dan Shorey           | Bultaco     | +1 giro      | 3     |
| 5    | Jean-Pierre Beltoise | Moto Morini | +1 giro      | 2     |
| 6    | Benjamin Savoye      | FB Mondial  | +2 giri      | 1     |
| 7    | Siegfried Lohmann    | Adler       | +2 giri      |       |
| 8    | Marcel Toussaint     | Benelli     | +2 giri      |       |
| 9    | René Barone          | Ducati      | +4 giri      |       |

## Classe 125

### Arrivati al traguardo
| Pos. | Pilota              | Moto    | Tempo     | Punti |
| ---- | ------------------- | ------- | --------- | ----- |
| 1    | Kunimitsu Takahashi | Honda   | 58' 01" 6 | 8     |
| 2    | Jim Redman          | Honda   | +34" 9    | 6     |
| 3    | Tommy Robb          | Honda   | +41"      | 4     |
| 4    | Luigi Taveri        | Honda   | +41" 3    | 3     |
| 5    | Ernst Degner        | Suzuki  | +3' 34" 8 | 2     |
| 6    | Jorge Kissling      | Bultaco | +4' 39" 2 | 1     |

## Classe 50

### Arrivati al traguardo
| Pos. | Pilota              | Moto     | Tempo     | Punti |
| ---- | ------------------- | -------- | --------- | ----- |
| 1    | Jan Huberts         | Kreidler | 39' 56" 8 | 8     |
| 2    | Kunimitsu Takahashi | Honda    | +2" 2     | 6     |
| 3    | Luigi Taveri        | Honda    | +2" 6     | 4     |
| 4    | Tommy Robb          | Honda    | +5" 6     | 3     |
| 5    | Seiichi Suzuki      | Suzuki   | +1' 03" 1 | 2     |
| 6    | Mitsuo Itoh         | Suzuki   | +1' 07" 2 | 1     |
| 7    | Ernst Degner        | Suzuki   | +1' 37" 4 |       |
| 8    | Wolfgang Gedlich    | Kreidler | +2' 01" 9 |       |
| 9    | Rajko Piciga        | Tomos    | +3' 18" 9 |       |
| 10   | Jacques Roca        | Derbi    | +5' 36" 9 |       |

## Classe sidecar

### Arrivati al traguardo
| Pos | Pilota            | Passeggero      | Moto | Tempo     | Punti |
| --- | ----------------- | --------------- | ---- | --------- | ----- |
| 1   | Max Deubel        | Emil Hörner     | BMW  | 57' 57" 5 | 8     |
| 2   | Florian Camathias | Horst Burkhardt | BMW  | +38" 5    | 6     |
| 3   | Chris Vincent     | Eric Bliss      | BSA  | +2' 59" 5 | 4     |
| 4   | Otto Kölle        | Dieter Hess     | BMW  | +3' 51" 5 | 3     |
| 5   | Claude Lambert    | Alfred Herzig   | BMW  | +4' 33" 5 | 2     |
| 6   | Eric Pickup       | Keith Scott     | BMW  |           | 1     |

## Fonti e bibliografia
- Corriere dello Sport, 14 maggio 1962, pag. 12.